# NGC 776
NGC 776 is een balkspiraalstelsel in het sterrenbeeld Ram. Het hemelobject werd op 2 december 1861 ontdekt door de Duits-Deense astronoom Heinrich Louis d'Arrest.

## Synoniemen
- PGC 7560
- UGC 1471
- MCG 4-5-28
- ZWG 482.37
- IRAS01570+2323